# Sergio Gigli
Sergio Gigli (Lucca, 15 aprile 1921 – Lucca, 10 dicembre 2002) è stato un politico e sindacalista italiano.

## Biografia
Sindacalista della CGIL, dal 1972 al 1981 è segretario generale della Camera del Lavoro di Lucca.
Esponente del Partito Comunista Italiano, alle politiche del 1983 fu eletto al Senato, restando in carica fino al 1987.
Dopo la svolta della Bolognina aderisce al PDS e poi dal 1998 ai DS, di cui è presidente del comitato dei garanti della Federazione di Lucca, fino alla morte, a 81 anni.